# Чумаевка
Чумаевка — река в России, протекает по Камешкирскому и Лопатинскому районам Пензенской области. Длина реки составляет 22 км. Площадь водосборного бассейна — 116 км².
Начинается северо-восточнее деревни Тарасовка. Протекает через неё, затем течёт по открытой местности через село Чумаево, далее между лесом Пандыпря и селом Пылково. Направление течения - юго-западное. Устье реки находится в 92 км по правому берегу реки Уза напротив районного центра Лопатино.

## Данные водного реестра
По данным государственного водного реестра России относится к Верхневолжскому бассейновому округу, водохозяйственный участок реки — Сура от истока до Сурского гидроузла, речной подбассейн реки — Сура. Речной бассейн реки — (Верхняя) Волга до Куйбышевского водохранилища (без бассейна Оки).
Код объекта в государственном водном реестре — 08010500112110000035772.